# Natasha St-Pier
Natasha St-Pier (10 de febrer de 1981 a Bathurst, Nova Brunswick) és una cantant canadenca d'origen acadià establerta a França. És una de les cantants canadenques de llengua francesa més conegudes internacionalment.

## Biografia
El seu nom de naixement és Natasha Saint-Pierre. El 1992, a l'edat d'11 anys, va ser convidada per Alain Morisod a cantar en un concert de Sweet People. Aquest mateix any va tenir la seva primera aparició en un programa de televisió, aconseguint convertir-se en un personatge molt popular de la seva província. Va fer el seu debut internacional a l'edat de 14 anys, interpretant el personatge Fleur-de-Lys en la comèdia musical Notre-Dame de Paris.
La seva elecció per a representar a França en el Festival de la Cançó d'Eurovisió 2001 i sobretot el seu èxit (quarta sobre 23) amb la balada Je n'ai que mon âme, la va catapultar al capdavant dels hits-parades de la Francofonia. El seu disc De l'amour le mieux (2002) va ser editat, entre altres països, a França, el Japó, Polònia, Rússia i Espanya. En aquest últim, sota el títol d'"Encontrarás", amb tres temes en castellà i la col·laboració de Miguel Bosé. El primer senzill de l'àlbum a Espanya, Encontrarás va ser número #1 en la llista de vendes. Això li va portar a actuar en la gala de Premis Ondas 2003. També va col·laborar, entre d'altres, amb Pascal Obispo, amb el qual va cantar a duo un dels seus grans èxits "Mourir Demain" en el reeixit àlbum L'instant d'après, un senzill que va vendre 182.000 còpies a França i es va posicionar #24 en la llista d'èxits d'Europa. A Suïssa va estar 17 setmanes en el top-50 amb aquesta cançó. Ha portat des de llavors una carrera molt activa, editant onze discos d'estudi, diversos recopilatoris i nombrosos singles. Va participar en la gala del 60è aniversari del Festival d'Eurovisió en Londres el 2015, emesa en diversos països.

## Discografia

### Àlbums
| Any  | Àlbum                            | Posicions a les Llistes | Posicions a les Llistes | Posicions a les Llistes | Comentaris                                         |
| Any  | Àlbum                            | França                  | Bèlgica                 | Suïssa                  | Comentaris                                         |
| ---- | -------------------------------- | ----------------------- | ----------------------- | ----------------------- | -------------------------------------------------- |
| 1996 | Emergence                        | -                       | -                       | -                       | Primer àlbum d'estudi Només editat al Canadà       |
| 2000 | À chacun son histoire            | 23                      | 37                      | -                       | x1 Oro (França)                                    |
| 2002 | De l'amour le mieux              | 3                       | 3                       | 12                      | x2 Platí (França) x1 Or (Canadà, Bèlgica i Suissa) |
| 2003 | L'instant d'après                | 3                       | 6                       | 14                      | x1 Platí (França) x1 Or (Bèlgica)                  |
| 2006 | Longueur d'ondes                 | 1                       | 2                       | 11                      | x1 Or (França)                                     |
| 2008 | Natasha St Pier                  | 16                      | 13                      | 63                      | -                                                  |
| 2009 | Tu trouveras... 10 ans de succès | 23                      | 31                      |                         | -                                                  |
| 2012 | Bonne Nouvelle                   | 11                      | 11                      | 88                      |                                                    |
| 2012 | Bonne Nouvelle                   | 11                      | 11                      | 88                      |                                                    |
| 2013 | Thérése vivre d'amour            | -                       | -                       | -                       | x1 Platí (França)                                  |
| 2017 | L'Alphabet des Animaux           | -                       | -                       | -                       |                                                    |
| 2018 | Thérèse de Lisieux               | -                       | -                       | -                       |                                                    |

### Senzills
- 1996: Il ne sait pas
- 1996: Sans le savoir
- 1997: Portés par la vague
- 2000: À chacun son histoire
- 2000: Tu m'envoles
- 2001: Je n'ai que mon âme (Eurovisió)
- 2002: Tu trouveras (duet amb Pascal Obispo)
- 2003: Nos rendez-vous
- 2003: Alors on se raccroche
- 2003: Toi qui manques à ma vie
- 2003: Encontrarás (duet amb Miguel Bosé, versió en castellà de Tu trouveras)
- 2003: Por probarlo todo (versióen castellà de On peut tout essayer)
- 2003: Tant que c'est toi
- 2004: Quand on cherche l'amour
- 2004: Mourir demain (amb Pascal Obispo)
- 2004: Je te souhaite
- 2005: J'avais quelqu'un
- 2006: Un ange frappe à ma porte
- 2006: Ce silence (duet amb Frédéric Château)
- 2006: Tant que j'existerai
- 2008: Embrasse-Moi
- 2009: 1, 2, 3
- 2009: L'instant T
- 2012: Bonne Nouvelle
- 2012: Juste Comme Ça (duet amb Mickaël Miro)